# Hiroshi Ōyama
Hiroshi Ōyama (jap. 大山 宏司, Ōyama Hiroshi; * 1. September 1972) ist ein japanischer Badmintonspieler. 

## Karriere
Hiroshi Ōyama wurde gewann 1994 bei den Weltmeisterschaften der Studenten Bronze im Herrendoppel, nachdem er bereits 1993 und 1994 bei den nationalen Studentenmeisterschaften erfolgreich gewesen war. 1997 siegte er bei den Erwachsenenmeisterschaften. 1998, 2000 und 2001 gewann er bei den nationalen Titelkämpfen Bronze, 2002 Silber. 1997 nahm er an den Badminton-Weltmeisterschaften teil und wurde dort 17. im Herrendoppel und 33. im Mixed.

## Sportliche Erfolge
| Saison | Veranstaltung                     | Disziplin    | Platz | Name                            |
| ------ | --------------------------------- | ------------ | ----- | ------------------------------- |
| 1994   | Weltmeisterschaften der Studenten | Herrendoppel | 3     | Akihiro Kishida / Hiroshi Ōyama |